# جيروم بونيسيل
جيروم بونيسيل (16 أبريل 1973

 في مونبيلييه) (بالفرنسية: Jérôme Bonnissel)‏ لاعب كرة قدم فرنسي معتزل كان يجيد اللعب في مركز الظهير الأيسر .
لعب بونيسيل في أندية مونبيلييه (1992-1996) ديبورتيفو لاكورونيا الإسباني (1996-1999) بوردو (1999-2003) رينجرز الاسكتلندي (2003) فولهام الإنجليزي (2003-2005) مرسيليا (2006) .
ساهم بونيسيل في تحقيق نادي رينجرز بطولة كأس الدوري الإسكتلندي موسم 2002/2003 كما ساهم في فوز نادي فولهام على نادي مانشستر يونايتد على ملعب الأخير أولد ترافورد بنتيجة 3/1 .

## روابط خارجية
- جيروم بونيسيل على موقع الاتحاد الدولي (مؤرشف)  (الإنجليزية)
- جيروم بونيسيل على موقع رابطة كرة القدم الفرنسية للمحترفين (الإنجليزية)
- جيروم بونيسيل على موقع إي إس بي إن إف سي (الإنجليزية)
- جيروم بونيسيل على موقع قاعدة بيانات كرة القدم.إي يو (الإنجليزية)
- جيروم بونيسيل على موقع Soccerbase.com (لاعب) (الإنجليزية)
- جيروم بونيسيل على موقع عالم كرة القدم.نت (الإنجليزية)
- جيروم بونيسيل على موقع كووورة
- جيروم بونيسيل على موقع أوليمبيديا (الإنجليزية)